# Anthophora erythrothorax
Anthophora erythrothorax är en biart som beskrevs av Michener 1936. Anthophora erythrothorax ingår i släktet pälsbin, och familjen långtungebin. Inga underarter finns listade i Catalogue of Life.